# Герб комуни Мура
Герб комуни Мура (швед. Mora kommunvapen) — символ шведської адміністративно-територіальної одиниці місцевого самоврядування комуни Мура. 

## Історія
Герб було розроблено для ландскомуни Мура. Отримав королівське затвердження 1946 року. 
Після адміністративно-територіальної реформи, проведеної в Швеції на початку 1970-х років, муніципальні герби стали використовуватися лишень комунами. Цей герб був 1971 року перебраний для нової комуни Мура.
Герб комуни офіційно зареєстровано 1974 року. 
Герби давніших адміністративних утворень, що увійшли до складу комуни, більше не використовуються.

Герб чепінга Мурастранд (1947–1958)
Герб ландскомуни Соллерен (1947–1970)
Герб ландскомуни Вомгус (1950–1970)

## Опис (блазон)
У червоному полі золотий Архангел Михаїл з крилами топче і б’є списом такого ж змія.

## Зміст
Сюжет герба походить з парафіяльної печатки 1675 року. Архангел Михаїл був покровителем місцевої церкви.      